# Herbertus Bikker
Herbertus Bikker, né le 15 juillet 1915 à Alblasserdam aux Pays-Bas et mort le 1er novembre 2008 à Hagen-Haspe en Allemagne, surnommé « le bourreau d'Ommen » (en néerlandais : de Beul van Ommen), est un criminel de guerre et membre de la Waffen-SS néerlandais et naturalisé allemand.
Après la fin de la Seconde Guerre mondiale, Bikker est condamné à mort par un tribunal des Pays-Bas pour l'assassinat du résistant Jan Houtman (nl), commis le 17 novembre 1944 dans les Pays-Bas occupés, peine commuée en détention à perpétuité en 1949. Il doit son surnom de « bourreau » aux actes de cruauté qu'il commet en tant que gardien au camp de concentration Erika près d'Ommen où il est nommé en 1943.
Il est placé en détention à la prison de Breda. Le 26 décembre 1952, il parvient avec Willem Polak (nl) (1915–1993), Klaas Carel Faber (1922–2012), Antoine Touseul (nl) (1921–1991), Sander Borgers (nl) (1917–1985), Willem van der Neut (nl) (1919–1983) et Jacob de Jonge (nl) à s'évader et à passer en Allemagne de l'Ouest où il vit sans être inquiété, à Hagen, jusqu'en 1995. Les membres de la SS d'origine étrangère avaient obtenu la nationalité allemande sur décision d'Hitler (Führererlass du 25 mai 1943), une situation juridique qui perdure après la guerre. En tant que citoyen allemand, il n'est pas extradé.
Il est finalement l'un des derniers criminels nazis à être jugé. Le procès débute en septembre 2003 à Hagen mais est perturbé par la mauvaise santé de Bikker. Le Landgericht de Hagen met fin à la procédure en 2004 en raison de l'incapacité du prévenu à subir son procès,.
Bikker meurt dans son appartement de Hagen-Haspe le 1er novembre 2008 mais sa mort n'est annoncée qu'en avril 2009.